# Sigbjørn Lilleeng
Sigbjørn Lilleeng (né le 20 février 1983 à Ringerike) est un auteur de bande dessinée norvégien. 

## Biographie
Sa première série publiée, Nebelgrad Blues (2006-8), consacrée à un adolescent fan de Joy Division et des Stooges qui grandit dans une petite ville de province, lui a valu plusieurs récompenses. Il a ensuite dessiné une autre série consacrée à l'adolescence, Apefjes (2011-5, textes de Tor Erling Naas) tout en se diversifiant vers la science-fiction avec Generator (2012) et Mellom planeter (2016).

## Distinction
- 2007 : Prix Sproing de la meilleure bande dessinée norvégienne pour Nebelgrad Blues t. 3